# Tettigidea pulchella
Tettigidea pulchella är en insektsart som beskrevs av Rehn, J.A.G. 1904. Tettigidea pulchella ingår i släktet Tettigidea och familjen torngräshoppor. Inga underarter finns listade i Catalogue of Life.